# Douarnenez
Douarnenez je pristaniško in letoviško naselje in občina v severozahodnem francoskem departmaju Finistère regije Bretanje. Naselje je leta 2008 imelo 15.642 prebivalcev.

## Geografija
Kraj leži v pokrajini Cornouaille ob istoimenskem zalivu, 25 km severozahodno od Quimperja. Občini pripada tudi otok île Tristan, ki leži 50 metrov daleč stran od obale v zalivu. 

## Uprava
Douarnenez je sedež istoimenskega kantona, v katerega so poleg njegove vključene še občine Guengat / Gwengad, Le Juch / ar Yeuc'h, Plogonnec / Plogoneg, Pouldergat / Pouldregad in Poullan-sur-Mer / Poullann s 23.783 prebivalci.
Kanton Douarnenez je sestavni del okrožja Quimper.

## Zanimivosti
- cerkev sv. Jakoba, Pouldavid, iz 14. stoletja,
- cerkev sv. Jožefa, Tréboul,
- središče Douarneneza s tlakovanimi ulicami in cerkvijo Srca Jezusovega,
- pristaniški muzej,
- letovišče Tréboul,
- otok Tristan nasproti pristanišča Port-Rhu, ob nizki oseki povezan s kopnim. Sledi civilizacije na otoku segajo v čas bronaste dobe. Bretonska legenda otok povezuje z ljubezenskim parom – kornijskim vitezom Tristanom in irsko princeso Izoldo (Tristan in Izolda). V zalivu naj bi po legendi bilo potopljeno tudi mitsko mesto Ys. Pisana zgodovina otoka se začne okoli leta 1118, ko je škof Cornouailla otok vključno s pripadajočim ozemljem na kopnem podaril opatiji Marmoutier. Danes neposeljen otok je postal naravni rezervat.

## Osebnosti
- Bob Sinclar (1969), francoski glasbeni producent;

## Pobratena mesta
- Falmouth / Aberfal (Cornwall, Anglija, Združeno kraljestvo).
- Rashidieh (Libanon).